# Pommiers-la-Placette
Pommiers-la-Placette is een plaats en voormalige gemeente in het Franse departement Isère in de regio Auvergne-Rhône-Alpes en telt 596 inwoners (2005). e plaats maakt deel uit van het arrondissement Grenoble.

## Geschiedenis
Pommiers-la-Placette is op 1 januari 2017 gefuseerd met de gemeente Saint-Julien-de-Raz tot de gemeente La Sure en Chartreuse.  

## Geografie
De oppervlakte van Pommiers-la-Placette bedraagt 17,2 km², de bevolkingsdichtheid is 34,7 inwoners per km².
De onderstaande kaart toont de ligging van Pommiers-la-Placette met de belangrijkste infrastructuur en aangrenzende gemeenten.

## Demografie
Onderstaande figuur toont het verloop van het inwonertal.